# Tisíduo
Tisíduo (em latim: Thisidu) foi um assentamento romano da antiga província da África Proconsular, na atual Tunísia, que corresponde à cidade de Criche-El-Uede. Desde 1933, é uma sé titular da Igreja Católica representando a antiga diocese que ali existia.

## Histórico
Tisíduo, identificável com as ruínas de Criche-El-Uede na atual Tunísia, é uma antiga sé episcopal da província romana da África Proconsular, sufragânea da Arquidiocese de Cartago.
Apenas um bispo de Tisíduo é conhecido: "Cipriano, bispo da Igreja de Tisíduo" (Cyprianus, episcopus ecclesiae Tadduensis), que participou do concílio antimonotelita de 646 celebrado em Cartago.
Tisíduo tornou-se uma sé titular episcopal em 1933 e desde 23 de dezembro de 2020 seu titular é Júlio César Gomes Moreira, bispo-auxiliar de Belo Horizonte.

## Bispos
- Cipriano † (mencionado em 646)

## Bispos-titulares
- John Raphael Quinn † (1967 - 1971)
- Edward Thomas O'Meara † (1972 - 1979)
- Jesus Aputen Cabrera (1980 - 1985)
- Josef Voß † (1988 - 2009)
- Jean Marie Vu Tât (2010 - 2011)
- Leonardo Ulrich Steiner, O.F.M. (2011 - 2019)
- Mauro Gambetti, O.F.M.Conv. (2020)[nota 1]
- Júlio César Gomes Moreira (desde 2020)